# Hamburger Kammersänger
Den Ehrentitel Hamburger Kammersänger verleiht der Senat der Freien und Hansestadt Hamburg an Sängerinnen und Sänger für ihre künstlerische Arbeit. Die Kammersänger und -sängerinnen müssen nicht fest in Hamburg engagiert sein; meist ist ein enger Bezug zum Musikleben der Stadt dennoch erkennbar. Die meisten Hamburger Kammersänger sind Opernsänger, die an der Hamburgischen Staatsoper engagiert waren.

## Geschichte
Nach dem Zweiten Weltkrieg fand die erste Ernennung erst 1961 statt, als der Kultursenator Biermann-Ratjen den Titel im Auftrags des Senats an vier Sängerinnen und Sänger vergab. Einer der berühmtesten Hamburger Kammersänger war Luciano Pavarotti, dem der Ehrentitel 1989 nach einer Galavorstellung als Rodolfo in La Bohème von Kultursenator Ingo von Münch überreicht wurde. Der Applaus dauerte 45 Minuten an. Pavarottis Tenor-Kollege Plácido Domingo hatte den Titel schon 1975 auf Vorschlag von Opernintendant August Everding aus der Hand von Kultursenator Dieter Biallas bekommen, als 34-jähriger Titelträger war Domingo einer der bisher jüngsten so Geehrten.
Der Titel wird durch den Hamburger Senat verliehen, das Vorschlagsrecht üben praktisch die Intendanten der Hamburgischen Staatsoper aus. Überreicht wird die Kammersänger-Urkunde meist durch den Kultursenator, oft im Anschluss an eine Gala-Vorstellung.

## Kammersänger
| Verleihung | Name                 | Lebensdaten | Stimmlage   | Bemerkungen |
| ---------- | -------------------- | ----------- | ----------- | --- |
| 1928       | Carl Günther         | 1885–1958   | Tenor       | |
| 1936       | Hans Grahl           | 1895–1966   | Tenor       | 1930–37 Ensemblemitglied an der Hamburgischen Staatsoper, ab 1937 von den Nationalsozialisten als Homosexueller verfolgt. |
|            | Joachim Sattler      | 1899–1984   | Tenor       | 1937 bis 1952 Heldentenor an der Hamburgischen Staatsoper                                                                 |
|            | Theo Herrmann        | 1902–1977   | Bass        | |
|            | Martina Wulf         | 1907–1982   | Sopran      | |
| 1961       | Toni Blankenheim     | 1921–2012   | Bassbariton | Gleichzeitige Ernennung von vier Sängern und Sängerinnen.                                                                 |
| 1962       | Heinz Hoppe          | 1924–1993   | Tenor       | |
|            | Helga Pilarczyk      | 1925–2011   | Sopran      | Kammersängerin |
| 1965       | Ernst Wiemann        | 1919–1980   | Bass        | |
| 1967       | Arlene Saunders      | 1930–2020   | Sopran      | Gleichzeitige Verleihung an Blankenburg, Krause und Wohlfahrt.                                                            |
| 1967       | Heinz Blankenburg    | 1931–2015   | Bariton     | Gleichzeitige Verleihung an Saunders, Krause und Wohlfahrt.                                                               |
| 1967       | Tom Krause           | 1934–2013   | Bariton     | Gleichzeitige Verleihung an Saunders, Blankenburg und Wohlfahrt.                                                          |
| 1967       | Erwin Wohlfahrt      | 1932–1968   | Tenor       | Gleichzeitige Verleihung an Saunders, Blankenburg und Krause. Wohlfahrt verstarb sieben Monate nach der Ernennung.        |
| 1968       | Hans Sotin           | * 1939      | Bass        | |
| 1969       | Ursula Boese         | 1928–2016   | Alt         | 1960 bis 1993 an der Hamburgischen Staatsoper, Auszeichnung als Kammersängerin auf Vorschlag von Rolf Liebermann.         |
| 1975       | Judith Beckmann      | 1935–2022   | Sopran      | Gleichzeitige Verleihung an Plácido Domingo.                                                                              |
| 1975       | Plácido Domingo      | * 1941      | Tenor       | Gleichzeitige Verleihung an Judith Beckmann.                                                                              |
| 1976       | Kurt Moll            | 1938–2017   | Bass        | |
| 1986       | Franz Grundheber     | * 1937      | Bariton     | 2006 auch Staatsopern-Ehrenmitglied                                                                                       |
| 1989       | Olive Fredericks     |             | Alt         | Gleichzeitige Verleihung an Haage, Kruse und Stamm.                                                                       |
| 1989       | Peter Haage          | 1935–2005   | Tenor       | Gleichzeitige Verleihung an Fredericks, Kruse und Stamm.                                                                  |
| 1989       | Heinz Kruse          | 1940–2008   | Tenor       | Gleichzeitige Verleihung an Fredericks, Haage und Stamm.                                                                  |
| 1989       | Harald Stamm         | * 1938      | Bass        | Gleichzeitige Verleihung an Fredericks, Haage und Kruse.                                                                  |
| 1989       | Luciano Pavarotti    | 1935–2007   | Tenor       | |
| 1993       | Bernd Weikl          | * 1942      | Bariton     | |
| 1995       | Gabriele Schnaut     | 1951–2023   | Sopran      | |
| 1997       | Andreas Schmidt      | * 1960      | Bassbariton | |
| 2011       | Hellen Kwon          | * 1961      | Sopran      | Seit 1987 an der Hamburgischen Staatsoper, Auszeichnung als Kammersängerin auf Vorschlag von Simone Young.                |
| 2011       | Gabriele Rossmanith  | * 1956      | Sopran      | Seit 1988 an der Hamburgischen Staatsoper, Auszeichnung als Kammersängerin auf Vorschlag von Simone Young.                |
| 2015       | Andrzej Dobber       | * 1961      | Bariton     | Seit 2007 Gastsänger an der Hamburgischen Staatsoper, Auszeichnung als Kammersänger auf Vorschlag von Simone Young.       |
| 2017       | Renate Spingler      |             | Mezzosopran | Seit 1986 an der Hamburgischen Staatsoper, Gleichzeitige Verleihung an Galliard und Sacher                                |
| 2017       | Peter Galliard       | * 1961      | Tenor       | Seit 1986 an der Hamburgischen Staatsoper, Gleichzeitige Verleihung an Spingler und Sacher                                |
| 2017       | Jürgen Sacher        | * 1960      | Tenor       | Seit 1991 an der Hamburgischen Staatsoper, Gleichzeitige Verleihung an Spingler und Galliard                              |
| 2024       | Olga Peretyatko      | * 1980      | Sopran      | |
| 2024       | Vida Miknevičiūtė    | * 1979      | Sopran      | |
| 2024       | Christoph Pohl       | * 1976      | Bariton     | |
| 2024       | Alexander Tsymbalyuk | * 1976      | Bass        | |